# Tanjong Pineung
Tanjong Pineung is een bestuurslaag in het regentschap Aceh Utara van de provincie Atjeh, Indonesië. Tanjong Pineung telt 627 inwoners (volkstelling 2010).